# Vicente Zarazúa
Vicente Zarazúa (Città del Messico, 27 agosto 1944) è un ex tennista messicano.

## Biografia
Ha fatto parte della squadra messicana di Coppa Davis dal 1964 al 1975 vincendo quattordici incontri e perdendone nove, ha rappresentato la propria nazione anche ai Giochi Olimpici di Città del Messico 1968 dove ha vinto sia il torneo di dimostrazione che quello di esibizione di doppio maschile in coppia con Rafael Osuna senza tuttavia conquistare medaglie.
Per diverso tempo ha fatto coppia nel doppio misto con la connazionale Elena Subirats, i due hanno raggiunto la finale degli Internazionali d'Italia 1965 e il quarto turno a Wimbledon nella stessa stagione.